# Nationale Raad voor Liturgie
De Nationale Raad voor Liturgie (NRL) is een interdiocesane liturgische commissie die de Beleidssector Liturgie van de Nederlandse Bisschoppenconferentie adviseert over liturgie, kerkmuziek en kerkelijke kunst. Binnen de bisschoppenconferentie is Mgr. J. Liesen de bisschopreferent voor liturgie.

## Leden
- Voorzitter: mgr. J. Liesen
- Vicevoorzitter: vic. A.J.J. Woolderink
- Secretaris: mag. dr. J.L.W.M. Hermans
- Penningmeester: mr. J.C.G.M. Bakker
- Uitgave-deskundige: K.-L. Wynsberghe

Verder zijn er diocesane vertegenwoordigers van elk bisdom en het militair ordinariaat.
Het secretariaat van de raad is gevestigd in 's-Hertogenbosch. Vroeger was het gevestigd in de kantoren van het aartsbisdom Utrecht in Dijnselburg te Zeist. Daarvoor gebeurde dit vanuit Nijmegen, Utrecht en elders in Zeist.